# Estádio Santiago de Compostela
Estádio Santiago de Compostela – stadion piłkarski, w Salvador, Bahia, Brazylia, na którym swoje mecze rozgrywa klub Galícia Esporte Clube.